# Хошкруд
Хошкру́д, или Хошке Руд, или Кушкару́т, или Хошг Руд (перс. خشكرود‎) — небольшой город на западе Ирана, в провинции Меркези. Входит в состав шахрестана  Зарандийе. По данным переписи, на 2006 год население составляло 6 059 человек. В переводе с фарси «Хошкруд» — «Высохшая река».

## География
Город находится в северо-восточной части Центрального остана, в горной местности, на высоте 1 355 метров над уровнем моря.
Хошкруд расположен на расстоянии приблизительно 155 километров к северо-северо-востоку (NNE) от Эрака, административного центра провинции и на расстоянии 85 километров к западу-юго-западу (WSW) от Тегерана, столицы страны.